# بی بادبان (ابرغول)
بی بادبان (ابرغول) یک ستاره دوگانه است که در صورت فلکی بادبان قرار دارد.